# Автанділ Хурцидзе
Автанділ Хурцидзе (груз. ავთანდილ ხურციძე; нар. 2 травня 1979; Кутаїсі) — грузинський боксер-професіонал, тимчасовий володар пояса WBO у середній вазі з квітня 2017 року.

## Біографія
Уродженець Кутаїсі. Почав займатися боксом у віці 6 років. Згодом він вирішує практикувати кікбоксинг поки його не помітив тренер з боксу. На любительському ринзі провів 10 боїв.
На професійному ринзі дебютував у віці 23 роки, 11 жовтня 2002 року, перемогою над своїм співвітчизником Георгієм Канчавелі, технічним нокаутом в третьому раунді. 
22 квітня 2017 Хурцидзе отримав тимчасовий пояс WBO у середній вазі перемігши британця Томмі Ленгфорда технічним нокаутом у п'ятому раунді. Ця перемога зробила грузина обов'язковим претендентом на бій за титул чемпіона WBO, що належав Біллі Джо Сондерсу. Бій був призначений на 8 липня. Проте 8 червня Хурцидзе і ще 32 осіб заарештовано у Нью-Йорку за зв'язки з російською мафією. Через це бій за чемпіонський титул скасували.